# プリンセス・シシー
『プリンセス・シシー』（原題：ドイツ語: Sissi）は、1955年にオーストリアで製作・公開されたカラー映画である。

## 概要
オーストリア皇帝フランツ・ヨーゼフ1世と皇后となるエリーザベトの出会いから結婚までを描き、エルンスト・マリシュカが監督、ロミー・シュナイダーとカールハインツ・ベームが主演した。ロミーの母マグダ・シュナイダーが劇中でも母親役を演じた。大衆向け歴史娯楽作の傾向が強く、史実とは異なる描写が多い。
日本では1959年、当時の皇太子御成婚記念映画として封切られた。2009年にDVDが発売されている（DVD題名は『エリザベート ロミー・シュナイダーのプリンセス・シシー』）。
1956年には続篇『若き皇后シシー』、1957年には第3作『ある皇后の運命の歳月』が製作されたが、この2作は日本では劇場公開されなかった。
ロミーは後にルキノ・ヴィスコンティ監督の『ルートヴィヒ』（1972年）でもエリザベートを演じている。

## キャスト
- エリーザベト（シシー）：ロミー・シュナイダー
- フランツ・ヨーゼフ1世：カールハインツ・ベーム
- ルドヴィカ（エリーザベトの母）：マグダ・シュナイダー
- マクシミリアン（エリーザベトの父）：グスタフ・クヌート
- ヘレーネ（エリーザベトの姉）：ウタ・フランツ
- ゾフィー（フランツ・ヨーゼフの母、ルドヴィカの姉）：フィルマ・デギッシャー

## スタッフ
- 監督・脚本：エルンスト・マリシュカ
- 製作：カール・エーリッヒ、エルンスト・マリシュカ
- 音楽：アントン・プロフェス
- 撮影：ブルーノ・モンディ
- 編集：アルフレート・スルプ
- 美術：フリッツ・ユプトナー＝ヨンストルフ
- 衣装：レオ・バイ、ゲルダーゴ

## アニメ版
1997年からフランス、カナダ合作のテレビアニメ『プリンセス・シシーPrincess Sissi』英語 フランス語がフランスとケベック州で放映された。全52話。日本未放映。

## パロディ版
2007年には本国で『皇帝とわ・た・し』（Lissi und der wilde Kaiser）というパロディアニメが作られ、日本でも2010年1月29日にBShiで放送された。絵柄的には『トイ・ストーリー』風のCGアニメである。